# A Cook-szigetek zászlaja
A Cook-szigetek zászlaja a korábbi csendes-óceáni brit gyarmatok mintáját követi. A brit kék felségjelzés az Új-Zélandhoz fűződő viszonyra, a tizenöt csillag pedig az állam tizenöt szigetére utal, illetve a mennyet, az Istenben való erős hitet, valamint azt az erőt szimbolizálja, amely történelmük során a szigetek lakóit vezette és óvta. A köralak az egység és az erő szimbóluma.